# Christina Noll
Christina Noll (* 29. Januar 1880 in Augsburg; † 27. Mai 1935 in München) war eine hessische Politikerin (SPD Hessen) und ehemalige Abgeordnete des Landtags des Volksstaates Hessen in der Weimarer Republik.

## Familie
Christina Noll war die Tochter des Spezereihändlers Matthäus Simon und dessen Frau Margarethe geborene Götz. Ihr Bruder war der Reichstagsabgeordnete Georg Simon (SPD). Sie war seit 1910 in erster Ehe mit dem Augsburger Bauunternehmer Bundschuh (Vorname unbekannt) verheiratet. Nach dessen Tod im Dezember 1917 heiratete sie 1918 in zweiter Ehe den Gießener Schriftsetzer Heinrich Noll, der jedoch 1919 bereits starb. Christina Noll war evangelischer Konfession, trat jedoch später aus der Kirche aus.

## Ausbildung und Beruf
Christina Noll besuchte die Volksschule und war 1910 bis 1919 Hausfrau. 1919 bis 1933 arbeitete sie als Buchhalterin bei der „Oberhessischen Volkszeitung“ in Gießen und war zugleich Geschäftsführerin der Parteibuchhandlung. Nach der Machtergreifung der Nationalsozialisten konnte sie diese Arbeit nicht fortführen und lebte seit November 1933 in München.

## Politik
Christina Noll war Mitglied der SPD und Vorsitzende der SPD-Frauengruppe in Gießen. 1927 bis 1931 gehörte sie für die SPD dem hessischen Landtag an. In beiden Reichstagswahlen 1924 kandidierte sie im Wahlkreis 33 (Hessen-Darmstadt) erfolglos.